# 永和分屍案 (2022年)
永和分屍案在台灣新北市永和區智光街的一間公寓3樓內發生，死者為54歲男子。命案不到24小時宣告偵破。

## 案發經過
死者為54歲男子梁納克，與73歲的兄長梁志超同住且長期不和。
2022年8月31日，兩人再度為了金錢起糾紛。9月1日，梁志超在其弟睡著時用水果刀刺心臟致死，隨即在連續2天將頭、兩手和右腿肢解再裝進垃圾袋中，一部份屍袋丟進垃圾車。
2022年9月5日下午5點40分，警方接獲派出所報案，張姓女子稱連絡不上大學同學，警方前往梁姓男子的住處破門闖入。結果發現梁姓男子的屍體發黑，呈現被分屍的跡象。現場共找到兩手一腳，但是頭部和另一隻腳沒有尋獲。警方還發現梁男的頭被砍斷，頭顱可能已經被帶走，另外找到6把刀具、其中4把全新，2把為舊刀。
專案小組在一開始即鎖定死者的大哥調查，因為兄弟2人曾為金錢、生活瑣事爭吵。監視器也已拍下其兄拖著行李箱離開，並有鄰居的目擊報告，警方隨即展開追查。
媒體披露，梁男早已辭去法警工作；家庭關係為兄弟姊妹共9人，梁男是第6位子女，也是最小的弟弟。平日則與母親和大哥同住，但是自2021年僅剩與哥哥同住。在法院判決書中，73歲的兄長在2011年10月因為不滿母親如廁太久，口出暴言被梁男制止，兄長一時情緒爆發去廚房拿菜刀叫囂，因這一行徑被以家暴起訴，法院判決他拘役50天。
專案小組從公寓內的樓下鄰居經調查得知，梁男兄長曾經問過垃圾車什麼時候會來，因此將73歲的梁男列為重要嫌疑人。

## 迅速逮捕
2022年9月6日，永和警分局從監視器畫面查出，73歲的梁姓兄長在晚間6點15分拖著紅色的行李箱緩慢地行走，然後搭乘公車離開，往台北市方向並在公館下車。
當天下午4點，警方在公館的超商外埋伏，趁梁男下公車不久後，上前將他逮捕。
梁男身上帶有16萬5000元的現金，警方偵訊後便移送到新北地檢署。